# Anhumas
Anhumas é um município brasileiro do estado de São Paulo. Sua população estimada em 2004 era de 3.498 habitantes. Contagem oficial do IBGE no censo 2010 totalizou 3.738 habitantes.

## História

### Formação administrativa
- Distrito de paz criado no município de Presidente Prudente pela Lei nº 2.309, de 14/12/1928.[5][6] Pelo Decreto-Lei nº 14.334 de 30/11/1944 perdeu terras para o distrito de Narandiba;[7]
- Município criado pela Lei nº 2.456, de 30/12/1953.[8][9]

## Demografia
Dados do Censo - 2000
População total: 3.411
- Urbana: 2.507
- Rural: 904
- Homens: 1.742
- Mulheres: 1.669

Densidade demográfica (hab./km²): 10,63
Mortalidade infantil até 1 ano (por mil): 14,48
Expectativa de vida (anos): 71,98
Taxa de fecundidade (filhos por mulher): 1,90
Taxa de alfabetização: 84,99%
Índice de Desenvolvimento Humano (IDH-M): 0,752
- IDH-M Renda: 0,643
- IDH-M Longevidade: 0,783
- IDH-M Educação: 0,829

(Fonte: IPEADATA)

## Geografia
Localiza-se a uma latitude 22,17 Sul e a uma longitude 51,23 Oeste. Possui uma área de 320,9 km e altitude de 422 m.

### Hidrografia
- Rio Santo Anastácio
- Ribeirão Anhumas - SEMAI

### Rodovias
- SP-270
- (SPA-553/270) Rodovia Henrique Moreno Milan

## Infraestrutura

### Comunicações
O sistema de telefones automáticos foi inaugurado na cidade em 1979 pela Telecomunicações de São Paulo (TELESP), que também implantou o sistema de discagem direta à distância (DDD) em 1989 com o código de área (0182).
Na década de 90 o código DDD da cidade foi alterado para (018), para padronização do sistema telefônico com a telefonia celular que estava sendo implantada em todo o estado.

## Religião
O Cristianismo se faz presente na cidade da seguinte forma:

### Igreja Católica
- A igreja faz parte da Diocese de Presidente Prudente.[13]

### Igrejas Evangélicas
- Assembleia de Deus Ministério do Belém.[14][15]
- Congregação Cristã no Brasil.[16]